# さざんか (曲)
『さざんか』は、1976年8月25日に発売された森進一の38枚目のシングル。

## 収録曲
- 両楽曲共に、作詞：中山大三郎／作曲：猪俣公章／編曲：小杉仁三

1. さざんか（3分24秒）
2. いのち燃やして（3分58秒）